# Crângu Nou
Crângu Nou – wieś w Rumunii, w okręgu Vaslui, w gminie Ciocani. W 2011 roku liczyła 272 mieszkańców.